# Іванівка (Веселинівська селищна громада)
'Іва́нівка — село в Україні, у Веселинівській селищній громаді Вознесенського району Миколаївської області. Населення становить 134 осіб. До 2016 року орган місцевого самоврядування — Луб'янська сільська рада.